# Laclede (Misuri)
Laclede es una ciudad ubicada en el condado de Linn en el estado estadounidense de Misuri. En el Censo de 2010 tenía una población de 345 habitantes y una densidad poblacional de 105,22 personas por km².

## Geografía
Laclede se encuentra ubicada en las coordenadas 39°47′15″N 93°10′11″O / 39.78750, -93.16972. Según la Oficina del Censo de los Estados Unidos, Laclede tiene una superficie total de 3.28 km², de la cual 3.23 km² corresponden a tierra firme y (1.34%) 0.04 km² es agua.

## Demografía
Según el censo de 2010, había 345 personas residiendo en Laclede. La densidad de población era de 105,22 hab./km². De los 345 habitantes, Laclede estaba compuesto por el 98.26% blancos, el 0.58% eran afroamericanos, el 0.87% eran amerindios, el 0% eran asiáticos, el 0% eran isleños del Pacífico, el 0% eran de otras razas y el 0.29% pertenecían a dos o más razas. Del total de la población el 0.29% eran hispanos o latinos de cualquier raza.